# 梶本淑子
梶本 淑子（かじもと よしこ、1931年1月24日 - ）は日本の被爆者、被爆体験証言者。広島県広島市出身。14歳の時の1945年8月6日、学徒動員を受けて働いた、爆心地から2.3キロメートルの工場で被爆した。

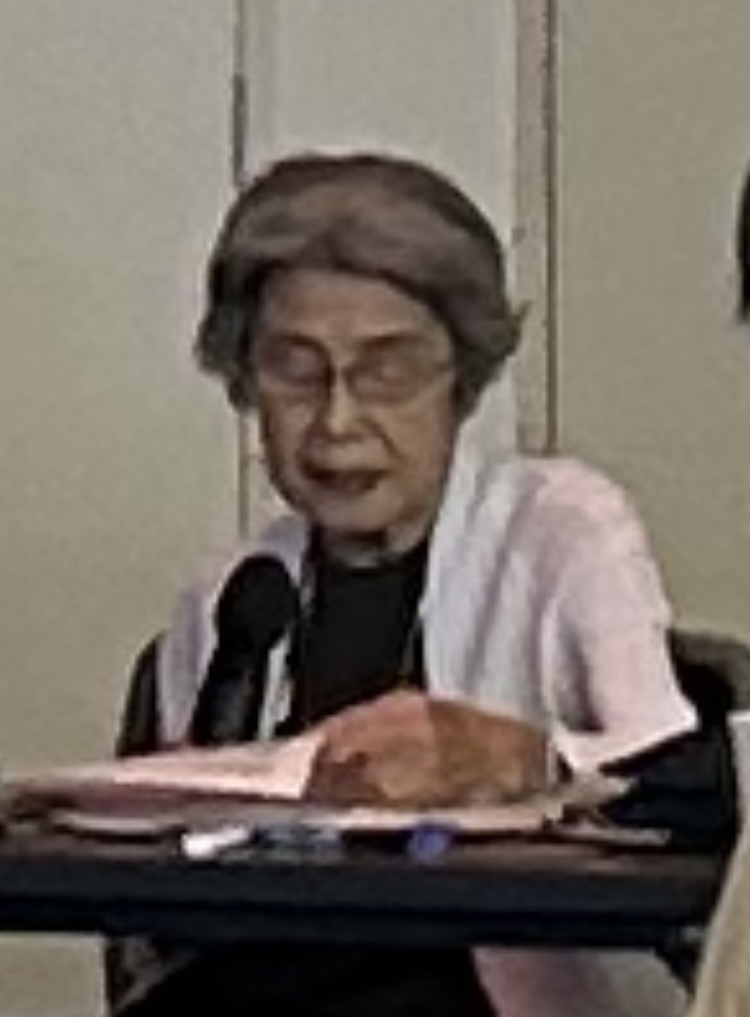
講演をする梶本淑子（2024年）

## 経歴
1931年、広島県広島市に生まれる。自身は長い間長女だと思っていたが、生まれる7年前に生後4ヶ月で病気で亡くなった姉がいることを知った。3歳差、6歳差、10歳差の弟が3人おり、弟への不満を口にすると、祖母から下の子をせわすると幸せになると言い聞かされた。母は大人しい人物で、父は信心深い人物であった。
14歳の頃に工場で被爆。1年後に原爆症により父を失ったことから、16歳より3人の弟を育て上げた。
教員になることを目指し安田高等女学校に入学したが叶うことはなかった。
2001年より被爆体験証言者として活動を始めた。きっかけは夫が死去し1人になったとき、孫娘から原爆の証言をしたらと勧められたこと。忘れたいと断ったが、証言してほしいという強い願いに負け、原稿を泣きながら書いた。
2019年には、広島県を訪れたローマ教皇へ被爆者を代表して証言を行った。2023年には、NHKのプロジェクト『永遠に語り継ぎたい』にて、梶本がAI化され大きな注目を浴びた。等身大の映像が映し出され、タブレットを使って話しかけると返事をする。AI制作のために900以上の質問に答えた。

## 被爆
14歳の頃、爆心地から2.3キロメートルの飛行機部品をつくる工場で被爆した。大きな音と共に真っ青な光を受け、家族の顔が頭に浮かんだという。工場は崩れ下敷きになり足と腕が裂ける大怪我を負ったが、一緒に働いた友達となんとか這い出た。火事になることを呼びかけた。そして街はグレーの渦をまいたような光景であり、魚が腐ったような異様な匂いを感じた。そこで自分の手を持ってあるく中学生や、子供を抱いて回っている母親などを見た。それを「お化け」に例えた。
3日目の午後、自宅のある町は焼け残っているという連絡が入り、帰宅する途中で父と出会った。父は工場の焼け跡で名前を呼びながら自分を探してくれていたのだ。再会できた父は泣きながら自分と、一緒にいた友達を抱きしめた。自宅に帰ると歯茎から出血し高熱を引き起こした。食欲もなくなり、8月末まで寝たきりだった。腕の傷に湧いたウジを割り箸で祖母が取ってくれた。医者に見てもらうと、腕から7つのガラス片が出てきた。当時は麻酔などなく、腕を家族から強く握ってもらい痛みに耐えながら処置を受けた。娘を探すために爆心地を歩き回った父親は1年後に吐血をし、死去した。残留放射能を浴びたためであると考えた。

## 出演

### テレビ
- イマナマ!（2022年、RCC）
- カンテレNEWS（2022年、関西テレビ）
- MBSNEWS（2022年、毎日放送）
- 被爆者たちの声（2023年、NHK）
- 永遠に語り継ぎたい（2023年、NHK）- 題字も担当。
- FNNプライムオンライン（2023年、フジテレビ）
- つなぐヒロシマ×折り鶴（2023年、広島テレビ）

## 著書

### 単著
- 『14歳のヒロシマ』河出書房新社、2023年

### 共著・寄稿
- 『広島平和記念資料館 学習ハンドブック』広島平和記念資料館 啓発課、2024年